# Benedito Terésio de Carvalho Júnior
Benedito Terésio de Carvalho Júnior (* 9. Oktober 1896 in Rio Negro; † im 20. Jahrhundert) war ein brasilianischer Politiker.
Er wurde als Sohn des Benedito Terésio de Carvalho und der Joaquina G. de Carvalho geboren. Die Schreibung seiner Vornamen war vor der Rechtschreibreform Benedito Therézio. Verheiratet war er mit Gertrudes Carneiro de Carvalho. Der Ehe entstammen unter anderen die beiden Söhne Aroldo Carneiro de Carvalho und Benedito Terésio de Carvalho Neto, die ebenfalls Abgeordnete waren.
Von 1955 bis 1963 gehörte er als Abgeordneter der União Democrática Nacional (UDN) für zwei Wahlperioden der Assembleia Legislativa de Santa Catarina an.